# Zhang Guolao
Zhang Guolao (chiń. 張果老; pinyin Zhāng Guǒlǎo) – bóstwo chińskie, jeden z Ośmiu Nieśmiertelnych. 
Według legendy był pierwotnie nietoperzem, który przemienił się w człowieka. W ikonografii Zhang przedstawiany jest na białym ośle, dzięki któremu mógł w ciągu dnia przemierzyć tysiąc mil. Po przybyciu na miejsce składał go i chował w kieszeni, a gdy był mu na nowo potrzebny zwilżał go śliną i zwierzę odzyskiwało dawną postać. Według innego podania Zhang żył w VII wieku w prowincji Shanxi i był drwalem. Idąc za wskazówką którą otrzymał w wizji sennej spotkał Li Tieguaia, a ten dał mu magiczną pigułkę ożywiającą martwe ryby. Gdy zazdrośni rybacy próbowali mu ją odebrać, Zhang połknął ją i uzyskał w ten sposób nieśmiertelność.
Atrybutem Zhanga jest bambusowy bębenek. Przedstawia się go także z dwiema pałeczkami, piórem feniksa lub brzoskwinią.